# Tomato (gruppo musicale)
I Tomato sono stati un gruppo musicale pop rock italiano, formatosi nel 1979.

## Storia
Formato nel 1979 da Giorgio Vanni, Paolo Costa e Claudio D'Onofrio, il gruppo viene notato nel 1982 da Roberto Colombo.
Nel 1983 producono, sotto lo pseudonimo "Iudy", il disco The Island of the Sun, che diventa subito uno dei brani più ballati in discoteca e trasmessi dalle stazioni radio. Nel 1984 hanno lavorato all'album Bandido di Miguel Bosé, poi con Den Harrow, Taffy e Ivan.
Nel 1985 incidono finalmente il loro primo singolo: Tam tam/Questo è un po' di noi, con l'ex batterista dei Simple Minds, Mike Ogletree e il tastierista Marco Tazzi.
Passano ancora anni prima che la band riesca a trovare una casa discografica che creda appieno nella sua musica, che è un miscuglio di pop inglese, musica black statunitense e melodie italiane. Nel 1991, dopo aver lavorato con artisti come Mango, Eugenio Finardi, Cristiano De André, Roberto Vecchioni, Pierangelo Bertoli, Tazenda, il gruppo riesce finalmente a incidere il suo primo album Tomato, prodotto da Mauro Paoluzzi e Angelo Carrara. Con il brano Nasce il sole, tratto dall'album, partecipano al Festivalbar 1991.
Nel 1992 partecipano al Festival di Sanremo, nella sezione Novità, con il brano Sai cosa sento per te, che non raggiunge la finale, pubblicato nel singolo Sai cosa sento per te/Musica nei bar.

## Formazione
- Giorgio Vanni - voce, chitarra acustica
- Paolo Costa - basso
- Claudio D'Onofrio - chitarra acustica

## Discografia

### Album in studio
- 1992 - Tomato (WEA Italiana 9031 77102-1)

### Singoli

#### 7''
- 1985 - Tam tam/Questo è un po' di noi (CGD 10633)
- 1985 - Constitution way/My beautiful friend (CGD 10613)
- 1991 - Nasce il sole (WEA Italiana 9031 76304-7)
- 1992 - Sai cosa sento per te/Musica nei bar (WEA Italiana 9031 77094-7)

#### 12''
- 1991 - Nasce il sole (WEA Italiana 9031 76304-0)
- 1991 - Musica nei bar (WEA Italiana PROMO 418)